# 啟程出發的春天來了
《啟程出發的春天來了》（旅立ちの春が来た）是日本女子偶像組合S/mileage的第13張單曲，於2013年3月20日由hachama發售。

## 概要
- 此單曲共有5個版本，分別為「初回生產限定盤A - D」和「CD ONLY」。「初回生產限定盤A - C」收錄了《啟程出發的春天來了》的PV和Making。
- 在2013年4月1日於Oricon公信榜單曲週榜取得第4名。[1]
- 此單曲於同年3月23日於公信榜單曲日榜取得第1名。[3]

## 收錄內容

### CD
1. 啟程出發的春天來了
（作詞、作曲：淳君　編曲：大久保薫）
2. 怎麼辦（どうしよう）
（作詞、作曲：淳君　編曲：平田祥一郎）
3. 啟程出發的春天來了（Instrumental）

### DVD（初回生產限定盤A）
1. 啟程出發的春天來了（Music Video）
2. 啟程出發的春天來了（Close-up Ver.）

### DVD（初回生產限定盤B）
1. 啟程出發的春天來了（Music Video）
2. 啟程出發的春天來了（Dance Shot Ver.）

### DVD（初回生產限定盤C）
1. 啟程出發的春天來了（Music Video）
2. 啟程出發的春天來了（Making）

## 外部連結
- S/mileage官方網站（页面存档备份，存于）（日語）
- YouTube上的《啟程出發的春天來了》PV